# گالری ملی پرتره (لندن)
گالری ملی پرتره (به انگلیسی: National Portrait Gallery) یک گالری هنری در شهر لندن پایتخت انگلستان است که مجموعه‌ای از پرتره‌های بریتانیایی‌هایی که از شهرت و اهمیت تاریخی برخوردارند در آن به نمایش گذارده شده‌است. این گالری در سال ۱۸۵۶ افتتاح گردید و در زمان خودش نخستین گالری پرتره درجهان بود. گالری ملی پرتره که آنرا به‌اختصار NPG نیز می‌نامند در ۱۸۹۶ به مکان کنونیش در کاخ سنت مارتین، جنب گالری ملی منتقل شد.
فیلیپ هنری استَنهوپ، پنجمین ارلِ استنهوپ، تامس بَبینگتن مکالی، نخستین بارون مکالی و تامس کارلایل، سه نفری هستند که در بنیانگذاری این گالری نقش مهمی داشته‌اند و سردیس‌های آنان به‌احترامشان در ورودی اصلی گالری قرار داده شده‌است.
پرتره‌های به‌نمایش‌گذارده شده در گالری ملی پرتره بر اساس اهمیت و شهرت تاریخی همان فرد انتخاب شده و نام یا شهرت نگارگرش، نقشی در انتخاب آنها نداشته‌است. همچنین دراین گالری در کنار نقاشی‌ها، مجموعه‌ای نیز از عکس‌ها، کاریکاتورها و تندیس‌ها گردآوری شده‌است.
از جمله آثار این گالری می‌توان به خودنگاره‌هایی از ویلیام هوگارت و سر جاشوا رینولدز، پرترهٔ گروهی شرکت‌کنندگان در کنفرانس سامرست هاوس در ۱۶۰۴، پرترهٔ آنامورفیک ادوارد ششم اثر ویلیام اسکراتس، نقاشی پاتریک برانول برونته از خواهرانش شارلوت، امیلی و آن برونته و تندیس‌هایی از ملکه ویکتوریا و همسرش پرنس آلبرت که لباس‌هایی قرون وسطاایی بر تن دارند اشاره نمود. همچنین از سال ۱۹۶۹ اجازهٔ به‌نمایش درآمدن پرترهٔ افراد زنده نیز در این گالری داده شده‌است.

## نگارخانه

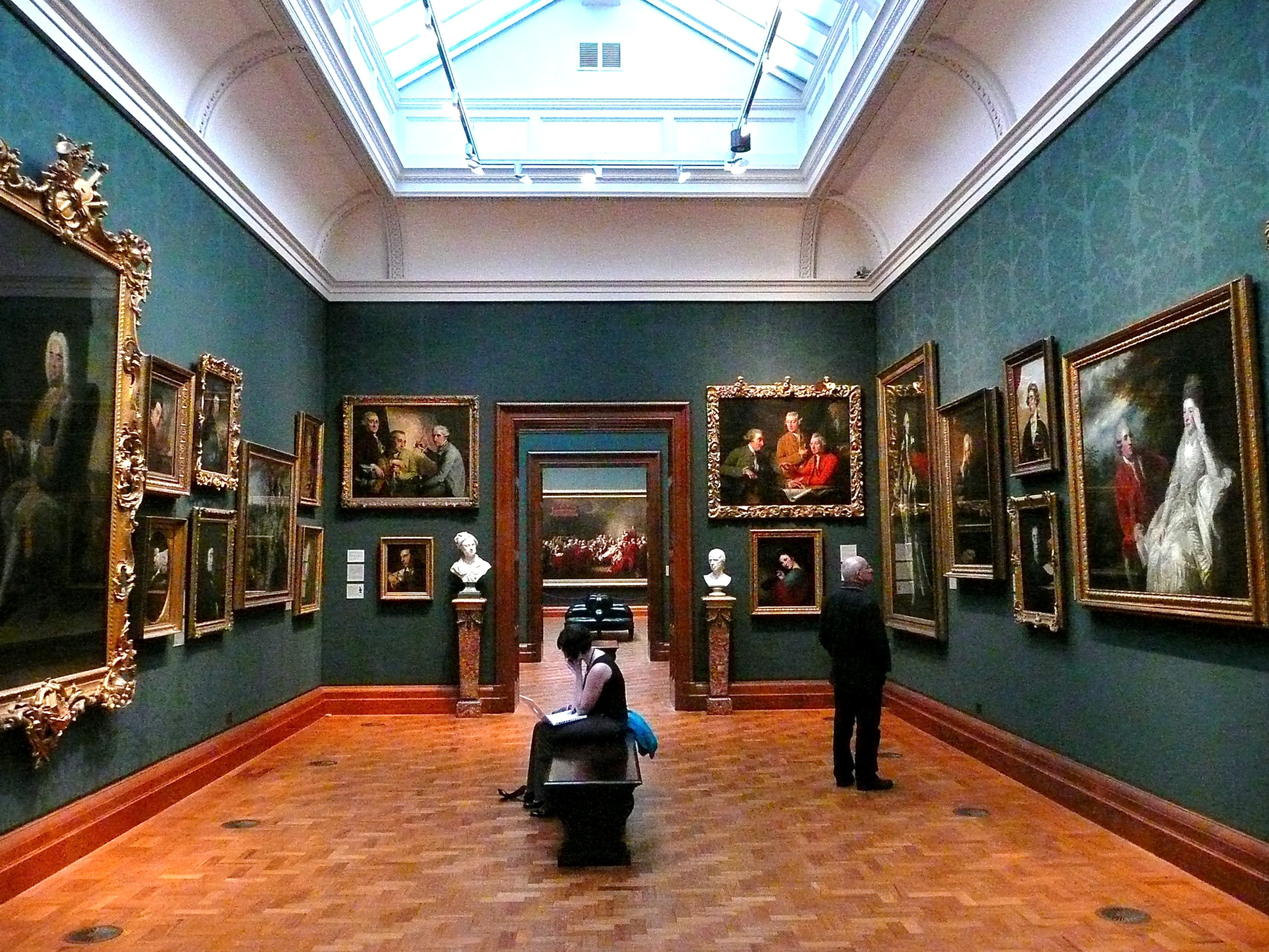
بخش داخلی گالری ملی پرترهٔ لندن در سال ۲۰۰۸